# Radosław Kiełbasiński
Radosław Cezary Kiełbasiński (ur. 14 lutego 1962) – polski bankowiec, brydżysta, Mistrz Regionalny, trener II klasy; Sędzia Okręgowy, odznaczony Złotą Odznaką działacz PZBS, Honorowy Prezes Polskiego Związku Brydża Sportowego.

## Praca zawodowa
Studiował anglistykę na Uniwersytecie Jagiellońskim. W latach 1988–1992 specjalista ds. zagranicznych w krakowskim oddziale Banku Polska Kasa Opieki. W latach 1992–1994 zajmował podobne stanowisko w Pierwszym Komercyjnym Banku w Lublinie. W latach 1994–1997 durektor regionalny w Pierwszym Polskim Towarzystwie Funduszy Powierniczych Pioneer. W kolejnych latach pracownik Euronetu (1997), ABB/SEB Fundusz TFI S.A. (1998).
W latach 1999–2003 członek zarządu CA IB Investment Management S.A.. W latach 2003–2008 dyrektor Jyske Bank A/S oddział w Polsce.
Od 2011 związany z grupą kapitałową PKO Banku Polskiego jako dyrektor Centrum Bankowości Prywatnej (2011–2014), wiceprezes zarządu PKO BP TFI (2015–2017) i wiceprezes zarządu PKO Bankowy PTE (od 2017).

## Pełnione funkcje w strukturach brydżowych

### WBF
- W Komitecie Wykonawczym WBF: w latach 2003..2007 członek, a od 2010 roku wiceprezydent;
- W latach 2004..2007 oraz od roku 2010 członek Komitetu Przyjęć, Stref i Infrastruktur WBF;
- W latach 2004..2007 członek Komitetu Poświadczeń WBF;
- W latach 2004..2007 członek Komitetu Finansowego WBF;
- Od roku 2002 członek Komitetu łącznikowego z MKOL WBF;
- W latach 2002..2007 członek Komitetu Promocji, Łączności z Mediami i Sponsoringu WBF;
- Od roku 2007 członek Komitetu Młodzieżowego WBF.

### EBL
- W latach 1995..2003 członek Komitetu Wykonawczego EBL;
- Od roku 2003 drugi wiceprezydent Komitetu Wykonawczego EBL;
- W latach 2003..2007 oraz od roku 2010 delegat WBF do Komitetu Wykonawczego EBL;
- W latach 2003..2010 oraz od roku 2011 członek Komitetu Mistrzostw EBL;
- W latach 2003..2007 przewodniczący podkomitetu Sposoringu Mistrzostw EBL;
- W latach 1999..2003, 2007..2010 oraz od roku 2011 członek Komitetu Poświadczeń(Etycznego) EBL;
- W latach 2001..2003 członek Komisji Dyscyplinarnej EBL;
- W latach 1999..2010 oraz od roku 2011 członek Komitetu Finansowego EBL;
- Od roku 2011 członek Komitetu Punktów Mistrzowskich EBL;
- W latach 2001..2003 członek Komitetu Łącznikowego z Narodowymi Organizacjami Brydżowymi przy EBL;
- W latach 2003..2007 członek Komitetu Związków i Seminariów z Narodowymi Organizacjami Brydżowymi przy EBL;
- Od roku 2003 członek Rady Prezydenckiej EBL;
- W latach 1999..2001 członek Komitetu Seniorów EBL;
- W latach 2003..2007 przewodniczący Komitetu Sponsoring EBL;
- Od roku 2011 członek Komitetu Statutowego EBL;
- W latach 1999..2001 członek Komitetu łącznikowego z FISU (uniwersytety) przy EBL;
- W Komitecie Młodzieży EBL: w latach 2007..2010 członek, w latach 2010..2011 przewodniczący, a od roku 2011 współprzewodniczący.

### PZBS
- W Zarządzie Głównym PZBS: w latach 1988..1993 członek, w latach 1994..1999 wiceprezes, w latach 2000..2016 prezes.

W 2004 r. Międzynarodowe Stowarzyszenie Dziennikarzy Brydżowych (IBPA) uznało Kiełbasińskiego za Osobistość 2004 roku w uznaniu „za wzorcowe kierowanie polską federacją, wynikiem czego są m.in. ogromne sukcesy polskich zawodniczek i zawodników w brydżu młodzieżowym”.

## Publikacje
1. Mark Horton, Radosław Kiełbasiński: Spellbinding Plays from the Polish Stars. The Bridge Magicians, 2001. ISBN 978-1894154383. (ang.). Brak numerów stron w książce
2. Radosław Kiełbasiński: Rzeczy ostateczne, czyli 5 tysięcy lat chrześcijaństwa. SZA, 2007. ISBN 978-83-922208-9-3. (pol.). Brak numerów stron w książce
3. Radosław Kiełbasiński: Tajemnice Nowego Testamentu. Kto, kiedy i po co napisał najważniejsze teksty chrześcijaństwa?. Bellona, 2011. ISBN 978-83-111217-6-8. (pol.). Brak numerów stron w książce